# 奥特曼传奇
《奥特曼传奇》（日語：ウルトラマンサーガ）是于2012年3月24日在日本全国松竹系映画馆公开预定上映的圆谷制作公司制作的特摄电影作品。
其中，宣傳標語為「我們還有閃耀的希望！（僕らにはまだ、輝く希望がある!）」 、「沒有人見過的超人力霸王（誰も見たことのないウルトラマン）」、「為孩子而戰，大家。（子供たちのために戦う、すべての人へ。）」、「不要放棄！（あきらめるな！）」。

## 概要
本作是繼2010年12月23日上映的《超人力霸王傑洛 THE MOVIE 超決戰！貝利爾銀河帝國》之後，系列45周年纪念作品第二弹，同時也是1997年劇集《超人力霸王帝納》15週年和2001年劇集《超人力霸王高斯》的10週年紀念作品。主角則由DAIGO和出演多次系列作品的鶴野剛士、杉浦太陽擔任。
在劇中，除了將出現昭和時期和平成时期的超人力霸王之外，也是超人力霸王系列中第一次使用3D制作。2D版也会同时公开。讲述来自不同宇宙的3位英雄—年轻的战士「超人力霸王傑洛」、传说的英雄「超人力霸王帝納」、慈爱的勇者「超人力霸王高斯」，在经过一系列的战斗后，不敌对方，结果合体成「超人力霸王傳奇」的故事。此外，在本作也完整交代了超人力霸王高斯主角春野武藏的結局，除與TEAM EYES同事綾乃結婚並育有一子，也與怪獸們及渾沌之首同住於游星朱蘭，作為《超人力霸王高斯》的後日談。
最初，此作品預定將在2011年12月發行，不過由於同年3月11日東日本大地震的因素，該作品生產曾一度中斷，但決定將其生產作為震災重建的支持，也因此將整部作品最初的劇本調整後成為至今的版本。。

### 原案
根據《超人力霸王傳奇》和各種雜誌登載，以及2012年4月13日舉行的訪談活動“佐賀超人力霸王感恩節” 顯示，除了完成作品中將會出現超人力霸王尊王外，故事內容也以“地球人因入侵者的襲擊而陷入潰敗，但在超人力霸王等人的配合下展開反擊。的走向展開，除了正劇中登場的三名英雄外，超人力霸王梅比斯、終極傑洛警備隊的鏡子騎士、紅蓮火焰、詹伯特，出現在《超人力霸王高斯2 THE BLUE PLANET》的超人力霸王正義、TEAM EYES成員、30多隻怪獸也將登場 ，SUPER GUTS將有更多活躍的故事展開，敵役則被定成未出現在《超人力霸王納克斯》的黑幕角色黑暗路西法（ダークルシフェル），故事高潮時，高斯與正義將合為超人力霸王雷傑，超人兄弟與梅比斯合為梅比斯無限型態，傑洛與帝納合體為傳奇與與黑暗路西法戰鬥的內容。
此外在分鏡圖集透露，在本次電影登場的敵役角色海帕積頓曾吸收了登場於《高斯》的混沌之首，這也是促使高斯參與劇情的關鍵原因，此外，還考慮到了高潮時超人兄弟的參與，原先兩部內容都完成到了拍攝階段，但由於涉及範圍太大而無法拿捏，因而在成品遭到刪除。

## 故事大綱
故事開頭，超人力霸王傑洛正在宇宙各地消滅剩餘的貝利亞軍團，之後在感應到未知聲音後，啟程來到了另一顆地球「Future Earth World」。此刻在「Neo Frontier Space」的宇宙中，索菲亞開始襲擊了SUPER GUTS的火星移民基地，但是此次駕駛阿爾法號出去迎擊怪獸的新隊員「大河望」，卻在百特星人的攪局下意外被帶入了平行宇宙。
當大河和傑洛先後到達地球的瞬間，傑洛因目擊先後擊落了三架為百特星人護航的戰鬥機，並被為了救孩子而不惜生命的大河而感動，在緊急下合為一體。緊接著，慈愛的勇者「超人力霸王高斯」和春野武藏野來到了地球，並在以杏奈等少數倖存者為首的「地球防衛隊」帶領下，大河和武藏、傑洛三人才得知，這個世界的地球被百特星人選做了實驗的場地的慘酷事實...

## 登場角色

### 超人力霸王的變身者
| 角色          | 演員     | 配音           | 介紹 |
| 大河望 （タイガ・ノゾム）   | DAIGO    | 宋昱璁（台灣） | 本作主角，超人力霸王傑洛的第二代人間體，22歲。 SUPER GUTS的天才新成員，在火星執行作戰時被百特星人帶入了平行宇宙，在先後擊落了三架為百特星人護航的戰鬥機時，因為了救小武而不惜生命而使傑洛感動，因而在瀕死之際與傑洛合為一體。 在被傑洛所附身後獲得了超過常人的體能，但仍然保留有大河望自己的意識，自身意識偶爾會和傑洛的意識發生衝突。 在第一次變身時無法發揮真實實力導致變成只約8米高，但最終與傑洛心靈相通，並發揮了傑洛的真實實力和帝納、高斯一起擊敗海帕積頓與百特星人。 最終和傑洛分開，並繼續留在了『Future Earth World』的地球與尾崎姊妹旅行。 |
| 飛鳥真 （アスカ・シン）   | 鶴野剛士 | 孟慶府（台灣） | 超人力霸王帝納的人間體，口頭禪為：「真正的戰鬥現在才開始！」，37歲。 是超級勝利隊（SUPER GUTS）的前成員，在15年前在擊殺索菲亞之後，未能及時逃離黑洞而生死未卜，也因此並在新領域宇宙中稱為「傳說的英雄」。然而後來被證實成功穿越黑洞到達其他宇宙，並擁有了穿梭平行宇宙的能力而到處旅行。 在電影故事開始之前就先來到了平行宇宙，因而結識了杏奈等人，之後為了保護倖存的地球防護隊和孩子們而主動封印海帕杰頓，然而卻因此耗盡了全部能量。 最終重拾了「光」並和傑洛、高斯一起擊敗海帕積頓與百特星人，結局時曾短暫回歸自己的宇宙與SUPER GUTS隊員告知大河望的消息，並繼續穿梭時空展開了新的旅程。 與電視劇不同，儘管飛鳥熱血的部分保持不變，但是相比《帝納》較為無厘頭的個性而言，在《傳奇》但個性則較沉穩成熟，飾演飛鳥的鶴野剛士則認為「飛鳥可能已經在宇宙旅行了數百年」的解釋，並將其作為角色的隱設定。 |
| 春野武藏 （春野ムサシ） | 杉浦太陽 | 鈕凱暘（台灣） | 超人力霸王高斯的人間體，性情善良溫柔的青年，31歲。 是TEAM EYES的前成員，在9年前與超人正義聯手勸阻（詳細自《超人力霸王高斯》最終話及电影版）了德拉西翁的計畫後，與妻子在朱朗行星上保護著怪獸，並組建了自己的新家庭。 由於觸角宇宙人百特星人的飛行圓盤出現在朱朗行星上，因此為了暸解狀況和高斯來到了『 Future Earth World』，並結識了大河望及地球防衛隊等人。 最終與傑洛、帝納一起擊敗海帕積頓與百特星人，並在結局時返回自己的宇宙。 |

### Team U
Team U（女性特別調查隊），是本作中登場的防衛組織，以作為人類的「最後堡壘」，保護兒童的地球防衛隊（EDF / Earth Defense Force）附屬部隊，也是系列中至今唯一一個全女性為主的防衛隊，成員共七人，在日常任務時使用用於軍事用途，也常用於建築和土木工程的載人多用途裝載機（Uローダー）進行任務行動，隊伍共有三架裝載機，杏奈專屬的裝載機01進行了特殊調整。02則為美里，03是咲和子的專用機。
實際上該隊伍並不是正式的防衛隊，而是當原本的地球防衛隊失敗，人類消失之後意外逃出來到「山田工業」聚集的女性倖存者而成，也是為了保護孩子們而成立。儘管隊伍為虛構是事實，但他們立志要保護孩子的感覺絕不是謊言。在《超人力霸王傳奇設定集》所提及，該隊伍最初的企劃曾設定為國防軍的精銳部隊，但最後則改為練習生設定，而Team U的演員，皆是當時屬於日本大型女子偶像團體AKB48其中的成員飾演。
| 角色             | 演員     | 配音 | 介紹 |
| 尾崎杏奈 （ ）   | 秋元才加 |      | Team U的隊長。擁有出眾的運動神經，與佐和和美里一起負責戰鬥班，22歲。 是個誰都可以依賴的大姐大，特別與佐和結成強有力的牽絆。還有一個在隊裡擔當醫療的妹妹理紗，同時也相當關心孩子們的安危。 根據《超人力霸王傳奇設定集》的設定，在過去曾是暴走族的首領，自從退出暴走族後一直在大型建築裝載機的工廠工作。在最終戰役時由於將變身器送往飛鳥而墜機，一度進入死亡狀態，但是隨著傳奇的誕生而奇蹟般的復甦，並與眾人協助傳奇進行對戰。 在結局後，與妹妹理莎和大河展開新的旅行。 |
| 高山咲和子 （ ） | 宮澤佐江 |      | Team U隊員，不願意輸給男人的U隊戰鬥班成員。20歲， 自稱為「特攻隊長」，具有不顧危險的勇氣和無論如何作戰都要成功的信念。儘管她勇於戰鬥的信念雖然比誰都主動，但似乎不擅長控制裝載機。 根據《超人力霸王傳奇設定集》的設定，過去因加入暴走族的因素和杏奈相識很久，因此兩人彼此都相當理解對方，自從退出暴走族後一直從事摩托車快遞員的工作。 |
| 放生美里 （ ）   | 梅田彩佳 |      | Team U副隊長，利用首屈一指的戰鬥知識進行作戰的成員，22歲。 總是戴著貝雷帽的女子，在隊伍中負責作戰參謀、規劃任務等多項事務。性格冷靜沉著，但是私下也喜歡和孩子們互動。 儘管是預備役隊員，卻是U隊中唯一屬於地球防衛隊的隊員。 |
| 赤星野乃子 （ ） | 增田有華 |      | Team U隊員，負責各種設備的維修工作，性格開朗大方的女子，19歲。 出生在從事整備工作的家庭，從小被機械包圍著長大。說話口吻具有關西方言的腔調，由於來自同一維修隊，因此與真央美是很好的搭檔，被孩子們稱為「機械師姐妹」，偶爾也會有冒失的一面。 |
| 尾崎理沙 （ ）   | 佐藤堇   |      | Team U隊員，杏奈的親妹妹，負責醫療。溫柔善良的少女，19歲。 與強壯的姐姐相比，她的個性則稍微嚴肅、安靜、有時也會卻不顧危險行事，但始終有一顆永不放棄的心。 最初的目標是成為一名護士，並利用他在護士學校的經驗來照顧受傷的成員與孩子們，樂於以溫暖的眼神溫柔地看著孩子們。由於曾被飛鳥所激勵，因此內心則期盼飛鳥的歸來，並曾唱過飛鳥所演唱的《我只想保護你》。 在結局後，與姐姐和大河展開新的旅行。                                                                     |
| 大澄真央美 （ ） | 小林香菜 |      | Team U隊員，是在整備班中唯一戴著眼鏡的女子。19歲。 出生於經營托兒所的家庭，和野乃子一起負責各種裝備的維護，並負責設計各項武器的開發工作。 根據《超人力霸王傳奇設定集》的設定，在U隊成立之前，他只是一名在機器人研究所TBRY任職的办公室女职员，有時碰到危機時，性格則略顯悲觀。 |
| 濱松比奈 （ ）   | 島田晴香 |      | 地球防衛隊隊員，整備班中的通信話務員。 原本是時裝學校的學生，平日經常一直在通訊室企圖得到其他倖存人類的訊號，希望有一天能和孩子們更親近更交心地溝通，也希望孩子能夠與父母們重逢的機會。因為患有懼高症，因此並不敢搭乘裝載機行動。 |

### SUPER GUTS MARS
於《超人力霸王迪卡》和《超人力霸王帝納》所在的世界觀（新領域時代）中，地球和平聯合組織（T.P.C）旗下的防衛隊。在本作的時間設定在《帝納》結局的15年後，即2035年。由於火星成為人類殖民地的關係，因此SUPER GUTS也改稱為「SUPER GUTS MARS」。曾任SUPER GUTS隊長的響豪介升職為T.P.C的第三代總監，曾任副隊長的幸田升任TPC宇宙開發局參謀。綠川舞隊員該電影中未登場，但在設定中，則升任成TPC培訓學院「ZERO」的教官。

### 超人力霸王高斯的宇宙
於《超人力霸王高斯》的世界觀中的宇宙，在超人力霸王高斯的介入下，這個宇宙最終得到永久性的和平。而高斯的變身者武藏則是和家人們及怪獸們一同棲息在『朱蘭星球』上。

### 其他登場角色

#### 人類倖存者
在無人的地球上殘存的少數孩子們。一共為9人，在努力生存的同時，也將自身視為地球防衛隊的隊員，並與U隊們一同進行行動。
小猛（高村竜馬 飾）
倖存者的領袖，曾與飛鳥結下了重要羈絆的小男孩。9歲。
過去因目睹飛鳥在戰鬥中失敗石化的樣貌，當看到積頓駭人的樣貌後受到驚嚇，因此而不願說話，後續經常為了尋找飛鳥的變身器而冒險來到城市，卻意外捲入了傑洛和高斯的戰鬥。
在故事後期隨著信念的努力下找回了飛鳥變身器，並在結局與母親重逢。
薩亞（池田沙弥花 飾）
9歲，孩子們中年紀最大的女孩，也是小戀和金田的姊姊。
小律（大橋律 飾）
8歲，不太擅長講太過複雜的單詞的小男孩。
空美（渡邉空美 飾）
8歲，喜歡畫畫的小女孩。
小戀（上野楓戀 飾）
7歲，喜歡讀書的小女孩。
小堀（森堀淚亞 飾）
6歲，總是抱著毛絨玩具熊的小女孩。
小健（安藤健悟 飾）
6歲，喜歡棒球的男孩。
小宏（里村洋 飾）
6歲，經常發出響亮聲音，充滿活潑的男孩。
金田（田中奏生 飾）
5歲，一個被寵壞的男孩。
小猛的母親（中丸紫苑飾）
在故事開場就已被觸角宇宙人百特星人綁架的人類，當結局人們回歸後，如願與小猛重逢。

## 術語

### 世界觀
Future Earth World（フューチャーアース，未來地球）
本作的故事舞台。在百特星人的計畫下，包括人類在內的所有生物幾乎都消失了，Team U則作為“最後的堡壘”努力保護著倖存的孩子們。
另一個宇宙（アナザースペース）
以《超人力霸王傑洛 THE MOVIE 超決戰！貝利爾銀河帝國》為背景的宇宙世界。
傑洛繼續留在這個宇宙，並與貝利爾銀河帝國的殘餘勢力對戰。
Neo Frontier Space（ネオフロンティアスペース，新邊疆宇宙）
《超人力霸王迪卡》和《超人力霸王帝納》系列故事發生的世界。
此刻的世界時間軸為飛鳥消失在黑洞15年後的世界（2035年），按時間順序比《超人力霸王迪卡·遠古復甦的巨人》還要更早。
高斯宇宙（コスモスペース）
作為《超人力霸王高斯》系列背景的宇宙世界。其中本作僅出現在電視劇、電影2、3的遊星朱蘭（遊星ジュラン），當春野武藏的「新烏托邦計劃」成功後，朱蘭已經成為人類可以與怪獸共存的行星。
M78星雲光之國（M78ワールド）
即為昭和系超人力霸王們的故鄉，與地球的距離被設定為300萬光年以外。

## 本作登场的超人力霸王

### 超人力霸王傳奇
本作登場的超人力霸王戰士，是被稱為由光之國的最強戰士超人力霸王傑洛、慈愛的勇者超人力霸王高斯、傳說中的英雄超人力霸王帝納三個性格不同的超人戰士為了地球的危機而相遇，為了與海帕杰頓對抗而合體之誕生的姿態。全身沒有明確的花紋，頭部擁有爪牙一般的裝飾。全身閃耀著神秘的光之氣息。實力對海帕積頓互角以上，可放出許多強力的光線技能。身體上的像裂開來的部分裡則散發出光芒。
最終戰役時，傳奇與地球防衛隊聯手擊敗了海帕杰頓和百特星人，最終使Future Earth World的地球恢復原本和平安定的日子。
- 人間體：大河望、飛鳥真、春野武藏
- 身高：58公尺[22][20]
- 体重：45000噸
- 飛行速度：無法測定[24]
- 年龄：未知
- 活動時間：不定

最初角色概念的想法為傑洛與帝納合體後的姿態，後因計畫更改而成現貌，雖然是融合的巨人，但為了讓它變得神秘而設計成宛如“閃耀的水晶”的形象，作為一種光的具現化，其中巨人身體和形狀刻意設定不對稱的。
在電影《超人力霸王銀河S:決戰！超人10勇士！》中，導演坂本浩一希望讓超人力霸王傳奇出現，但最後並沒有實現。

### 超人兄弟
原本在電影宣传以及海报上不断被提到的超人兄弟，最後在电影中被大量剪掉。只剩下对话部分，协助超人力霸王傳奇解决怪兽军团的完整打斗部分在剪辑后留到超人力霸王列傳第39話播映。在2013年《超人力霸王传奇》的导演剪辑版，片中所有的删减镜头則全部再现。
- 初代超人力霸王
- 超人七號 註:作为傑洛的父亲而出场。

在本部電影中登場的超人兄弟的人間體（北斗星司、鳳源、諸星彈、早田進、鄉秀樹）。

- 超人力霸王傑克 注:曾与初代百特星人战斗过。
- 超人力霸王衛司
- 超人力霸王雷歐 註:作为傑洛的师傅而出场。

## 本作登场怪兽
百特星人的怪兽军团（バット星人と配下怪獣軍団）
根據《超人力霸王傳奇設定集》的設定，為百特星人從怪兽墓地帶出後，在怪兽兵器实验场復活，並被强化改造后送去地球暴乱。
- 触角宇宙人 百特星人
- 宇宙恐龙 海帕積頓
- 凶暴怪獣 阿斯特隆
- 古代怪獸 哥美斯（S）
- 深海怪獣 古比拉

本作未登場的怪獣（怪獸兵器）
由杰顿釋放的索菲亚细胞（见超人力霸王帝納的宇宙球體）所诞生出来的强化怪兽，比原本對應的怪獸能力更强。
- 磁力怪兽 安特拉
- 双头怪兽 王者邦頓
- 保镖怪兽 布莱克王
- 导弹超兽 貝羅庫隆
- 暴君怪兽 塔伊蘭特
- 火山怪鸟 巴顿（登场于预告宣传片中，被傑洛和佐菲联合击倒）

注：电影中怪兽兵器军团没能出场，因为与超人兄弟對戰的部分遭到剪去。。

## 演員表

#### 登場演員
- 大河望 - DAIGO[29]
- 飛鳥真 - 鹤野刚士[30]
- 春野武藏 - 杉浦太陽

Team U
- 尾崎杏奈 - 秋元才加
- 高山咲和子 - 宮澤佐江
- 尾崎理沙 - 佐藤堇
- 放生美里 - 梅田彩佳
- 赤星野乃子 - 増田有華
- 大澄真央美 - 小林香菜
- 濱松比奈 - 島田晴香

孩子們
- 猛 - 高村竜馬
- 薩亞 - 池田沙弥花
- 律 - 大橋律
- 健- 安藤健悟
- 宏 - 里村洋
- 空美 - 渡邉空美
- 戀 - 上野楓恋
- 金田 - 田中奏生
- 猛的母親 - 中丸紫苑
- 孩子的家人 - 齋藤崇、鶴岡幸乃、椿雪子、上温湯剛、
- 石川香織、神谷誠一、秋田智恵美、山科享、梅原由華、星一典

Neo Frontier Space
- 弓村涼 - 齊藤理沙
- 幸田敏行 - 布川敏和（日语：布川敏和）
- 狩谷孝平 - 加瀬尊朗（日语：加瀬尊朗）
- 中島努 - 小野寺丈（日语：小野寺丈）
- 響豪介 - 木之元亮（日语：木之元亮）
- 大河望（少年時期） - 佐藤光将（日语：佐藤光将）

高斯宇宙
- 春野綾乃 - 鈴木繭菓（日语：鈴木繭菓）
- 春野空 - 橋爪龍（日语：橋爪龍）

歷代超人力霸王的人間體
- 早田進 - 黒部進
- 諸星彈 - 森次晃嗣
- 郷秀樹 - 団時朗
- 北斗星司 - 高峰圭二
- 鳳源 - 真夏龙

#### 聲演
- 超人力霸王傑洛 / 超人力霸王傳奇 - 宮野真守
- 超人力霸王高斯 - 佐藤佑暉（日语：佐藤ゆうき）
- 百特星人 - 東國原英夫[31]

#### 皮套演員
- 超人力霸王傑洛 / 超人力霸王傳奇 - 岩田栄慶（日语：岩田栄慶）
- 超人力霸王高斯 - 寺井大介
- 超人力霸王帝納 - 福田大助、力丸佳大
- 宇宙恐龙海帕杰顿 - 末永博志
- 百特星人 - 福島龍成
- 其他 - 横尾和則、櫻井暦、梶川賢司、桑原義樹、岡部暁、常光博武

## 製作團隊
「超人力霸王傳奇」製作委員会（圓谷製作、フィールズ公司、萬代、萬代影視、萬代南夢宮遊戲 、萬普、電通、小學館、松竹）
- 監督 - 岡秀樹
- 脚本 - 長谷川圭一
- 執行製作人 - 山本英俊
- 製作人 - 北浦嗣巳
- 監修 - 大岡新一
- 企劃 - 岡崎聖、渋谷浩康
- 企劃協力 - 小林雄次
- 撮影監督 - 高橋創
- 照明 - 関口賢
- 録音 - 浦田和治
- 音響効果 - 古谷友二
- 編集 - 松木朗
- VFX製作人 - 鹿角剛司
- VFX監製 - 前川英章
- 宣伝 - 栗原俊志
- 角色設計 - 後藤正行
- 特殊造形 - 潤淵隆文・品田冬樹
- 怪獣造形 - 寒河江弘
- 音楽監督 - 田靡秀樹
- 音楽 - 原文雄
- 特技監督 - 三池敏夫
- 武術指導 - 柄澤功
- 制作 - 圓谷製作
- 配給 - 松竹

## 主題曲
片尾曲
「Lost the way」
作詞：秋元康 / 作曲： 小内喜文 / 編曲：D.L.M / 歌：DiVA
超人力霸王傳奇在PV中也參與演出。。
插入曲
君だけを守りたい〜アスカの歌〜（只想要守護你〜飛鳥的歌〜）
原為《超人力霸王帝納》的第一片尾曲，在本劇則以伴奏形式播映。
- 作詞・作曲：高見澤俊彥 / 作詞・作曲・編曲 - 高見澤俊彥 / 演唱 - 鶴野剛士

君だけを守りたい〜リーサの歌〜（只想要守護你〜理莎的歌〜）
作詞・作曲 - 高見澤俊彥 / 編曲 - 原文雄/演唱 - 佐藤堇

## 獎項
- 2012年夕張國際奇幻電影節：“幻想世界大賞”。[34]